# Fucossilactose
Fucossilactose é um carboidrato trissacarídeo formado por uma molécula de fucose e uma molécula de lactose (ou seja, uma de glicose e uma de galactose). É retirado do leite materno e de alguns animais.